# إعلانات الأراضي الحكومية في الضفة الغربية
إعلانات أراضي الدولة في الضفة الغربية هي إعلانات من جانب السلطات الإسرائيلية بأن الأراضي الفلسطينية هي «أراضي دولة»، أي الأراضي التي يمكن إدارتها قانونيًا من قبل قوة احتلال على أساس مؤقت بموجب القانون الدولي، على أساس النظرية القائلة بأن المحتل يحتفظ بالأرض على سبيل الأمانة حتى يمكن استعادة السيادة. كانت ولا تزال هذه هي الطريقة الأساسية التي استخدمتها حكومة الانتداب البريطاني والحكومة الإسرائيلية على التوالي، للاستحواذ على الأراضي من الفلسطينيين ومنحها للمستوطنين الإسرائيليين. وبحسب منظمة بتسيلم، فقد استُخدمت هذه الإعلانات لمصادرة 16% من أراضي الضفة الغربية. وتشمل إعلانات الأراضي الكبيرة المماثلة إعلان إسرائيل عن مناطق إطلاق نار في الضفة الغربية.

## الخلفية التاريخية
هناك مزيج معقد من القوانين العثمانية والبريطانية والأردنية والإسرائيلية والفلسطينية والدولية التي لا تزال سارية المفعول في الضفة الغربية. لم يتم إجراء مسح عقاري للأراضي والقرى في الضفة الغربية أثناء الانتداب البريطاني على فلسطين. وبحلول حرب 1967 عام 1967، لم يكن قد تم تسجيل سوى ثلث الأراضي.

## الموقف التنظيمي والإجراءات
ضابط أركان الحراسة في الإدارة المدنية الإسرائيلية (المشرف أيضًا على الممتلكات الحكومية والمهجورة في «يهودا والسامرة») هو ممثل سلطة أراضي إسرائيل في الضفة الغربية، وتشمل مسؤولياته إعلان الأراضي العامة («أراضي الدولة»). إن إجراء الإعلان هو عملية داخلية للإدارة المدنية. عادة ما يوقع الأمين على شهادة تحدد موقع ومساحة الأرض بالإضافة إلى خريطة. يتم إرسال الشهادة إلى مخاتير القرى المتضررة. يجب تقديم الاعتراضات خلال 45 يومًا، وإذا لم يتم ذلك، يعتبر الإعلان نهائيًا ويجوز للحارس الاستيلاء على الأرض.

## قضية آلون موريه
في عام 1979، وفي إطار إجراءات عرفت باسم قضية «آلون موريه» (دويكات وآخرون ضد حكومة إسرائيل)، أنهت المحكمة العليا الإسرائيلية استخدام الأوامر العسكرية للاستيلاء على الأراضي الفلسطينية الخاصة لبناء المستوطنات، ووفرت الزخم لإسرائيل لإنشاء أساس قانوني جديد للاستيلاء على الأراضي إذا كان من المقرر استخدامها للاستيطان. وفي أعقاب هذه القضية، خلال الفترة من عام 1979 إلى عام 1992، تم إعلان 908000 دونم كأراضي دولة بناءً على «تفسير صارم» لقانون الأراضي العثماني لعام 1858.

## فرقة العمل المعنية بالخط الأزرق

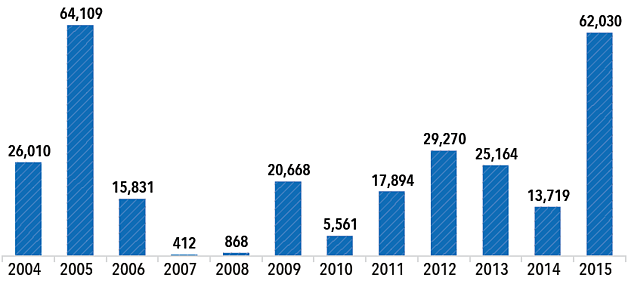
مساحة «أراضي الدولة» التي تم التصديق عليها حسب السنة (بالدونم)

في عام 1999، أنشئت ”فرقة العمل المعنية بالخط الأزرق“ لإعادة فحص الأراضي التي لم تُحدّد بوضوح على أنها أراضي دولة خلال الثمانينيات. وتعد موافقة فرقة العمل هذه شرطاً مسبقاً لخطط بناء المستوطنات الجديدة.

## الإعلانات بعد عام 2014

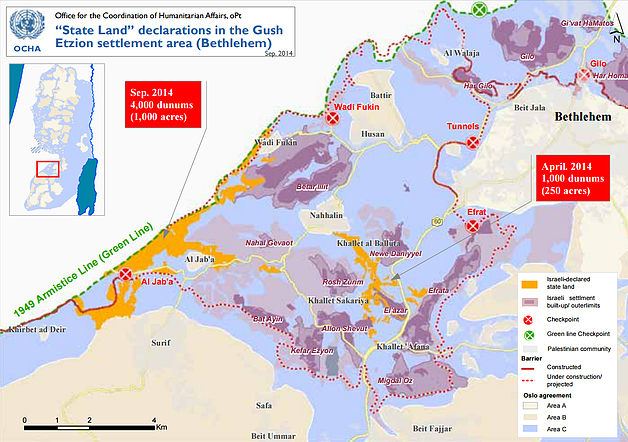
إعلانات «أراضي الدولة» في منطقة مستوطنة جوش عصيون (بيت لحم)

وبحسب منظمة السلام الآن، فإن الإعلانات توقفت بعد التوصل إلى خريطة الطريق في عام 2003، ولكن بعد تولي نتنياهو منصبه في عام 2009، بلغ إجمالي الإعلانات أكثر من 6000 دونم حتى نهاية عام 2015. في أواخر أغسطس/آب 2014، وفيما تم الإبلاغ عنه على نطاق واسع باعتباره استيلاء على الأراضي، أعلنت السلطات عن مصادرة 988 فدانًا (3799 دونمًا)، وتعريف الأراضي الخاصة الواقعة جنوب بيت لحم بأنها أراضي دولة، وهو ما وصفته حركة السلام الآن بأنه أكبر مصادرة للأراضي الفلسطينية في ثلاثة عقود. ثم في 10 مارس 2016، تم إعلان 2342 دونمًا (580 فدانًا) جنوب أريحا أراضي دولة.

## ببليوغرافيا
- Hadawi، Sami (1957). "Land ownership in Palestine". Palestine Arab Refugee Office. اطلع عليه بتاريخ 2020-06-14.
- Sami Hadawi (Editor), "Palestine Partitioned, 1947–1958", Series: League of Arab States, Document Collections, No. 3 (New York: Arab Information Center, 1959)
- Hadawi، Sami (10 سبتمبر 2007). "Village statistics, 1945: A classification of land and area ownership in Palestine". PalestineRemembered.com. مؤرشف من الأصل في 2022-01-01. اطلع عليه بتاريخ 2020-06-14.
- Bakir، Abu Kishk (1981). "Arab Land and Israeli Policy". Journal of Palestine Studies. ج. 11 ع. 1: 124–135. DOI:10.2307/2536050. JSTOR:2536050.
- Shehadeh، Raja (1982). "The Land Law of Palestine: An Analysis of the Definition of State Lands". Journal of Palestine Studies. ج. 11 ع. 2: 82–99. DOI:10.2307/2536271. JSTOR:2536271.

See also:Shehadeh، Raja (1983). Jewish settlements in the occupied West Bank – how the land was acquired for their use and how they are structured (Report). EIGHTH UNITED NATIONS SEMINAR ON THE QUESTION OF PALESTINE (9-13 May 1983, Jakarta, Indonesia). مؤرشف من الأصل في 2025-04-17.
- Kenneth W. Stein (1984). The Land Question in Palestine, 1917-1939. University of North Carolina Press. ISBN:978-0-8078-4178-5. مؤرشف من الأصل في 2023-04-09.
- Shehadeh، Raja (1984). "Some Legal Aspects of Israeli Land Policy in the Occupied Territories". Arab Studies Quarterly. ج. 7 ع. 2/3: 42–61. JSTOR:41857768.
- Bisharat، George E. (Winter 1994). "Land, Law, and Legitimacy in Israel and the Occupied Territories". American University Law Review. ج. 43 ع. 2: 467–561. DOI:10.1017/S0731126500011410. S2CID:150542926. مؤرشف من الأصل في 2024-06-06.
- Bunton، Martin (1999). "Inventing the Status Quo: Ottoman Land-Law during the Palestine Mandate, 1917-1936". The International History Review. ج. 21 ع. 1: 28–56. DOI:10.1080/07075332.1999.9640851. JSTOR:40108915.
- Tyler، Warwick P. N. (2001). State Lands and Rural Development in Mandatory Palestine, 1920-1948. Sussex Academic Press. ISBN:978-1-902210-75-9. مؤرشف من الأصل في 2024-11-27.
- Forman، Geremy؛ Kedar، Alexandre (2003). Colonialism, Colonization, and Land Law in Mandate Palestine: The Zor al-Zarqa and Barrat Qisarya Land Disputes in Historical Perspective (Report). Theoretical Inquiries in Law. مؤرشف من الأصل في 2024-11-27. اطلع عليه بتاريخ 2020-06-04.
- Bunton، Martin (5 أبريل 2007). Colonial Land Policies in Palestine 1917-1936. OUP Oxford. ISBN:978-0-19-921108-1. مؤرشف من الأصل في 2023-11-06.
- Orpett، Natalie (يناير 2012). "The Archaeology of Land Law: Excavating Law in the West Bank". International Journal of Legal Information. ج. 40 ع. 3: 344–392. DOI:10.1017/S0731126500011410. S2CID:150542926.
- Sfard، Michael؛ Schaeffer، Emily (2012). A Guide to Housing, Land and Property Law in Area C of the West Bank (PDF) (Report). European Commission Humanitarian Aid and Civil Protection & Norwegian Refugee Council. مؤرشف من الأصل (PDF) في 2025-06-01.
- Essaid، Aida (4 ديسمبر 2013). "Land Settlement, Surveys and Disputes". Zionism and Land Tenure in Mandate Palestine. Routledge. ص. 97–102. ISBN:978-1-134-65361-4.
- United Nations High Commissioner for Human Rights (25 أغسطس 2014). Israeli settlements in the Occupied Palestinian Territory, including East Jerusalem, and the occupied Syrian Golan Report by the Secretary-General (Report). UN. مؤرشف من الأصل في 2024-06-16. اطلع عليه بتاريخ 2020-06-02.
- Etkes، Dror (1 ديسمبر 2016). Blue and White make Black:the work of Blue Line team in the West Bank (PDF) (Report). Kerem Navot. مؤرشف من الأصل (PDF) في 2022-02-22. اطلع عليه بتاريخ 2020-06-03.
- Shafir، Gershon (25 أبريل 2017). A Half Century of Occupation: Israel, Palestine, and the World's Most Intractable Conflict. University of California Press. ISBN:978-0-520-96673-4. مؤرشف من الأصل في 2023-06-03.
- Fields، Gary (5 سبتمبر 2017). Enclosure: Palestinian Landscapes in a Historical Mirror. Univ of California Press. ISBN:978-0-520-29104-1. مؤرشف من الأصل في 2023-11-06.
- Kanonich، Yonatan (ديسمبر 2017). Through the Lens of Israel's Interests, the Civil Administration in the West Bank (PDF) (Report). ييش دين. مؤرشف من الأصل (PDF) في 2025-03-20.
- Blecher، Martin (15 أكتوبر 2018). Israeli Settlements: Land Politics beyond the Geneva Convention. Rowman & Littlefield. ISBN:978-0-7618-7065-4. مؤرشف من الأصل في 2023-11-06.

## وصلات خارجية
- أمين مكتب تنسيق أعمال الحكومة في المناطق